# ひとりぼっちの君へ
ひとりぼっちの君へ 〜a gift for every one〜（ひとりぼっちのきみへ ア・ギフト・フォー・エブリ・ワン）は、2007年2月16日（実質の日付は同年2月17日未明）24:25 - 25:25（JST）に、毎日放送で放送され、認知症をテーマとして扱った単発のテレビドラマである。

## キャスト
- 谷村美月
- 鳥羽潤
- 星野真里
- 高畑淳子
- 酒井高陽
- 細川友美
- 小堀正博
- 吉岡茉祐
- 池内敦彦
- 奥山陽子
- 松本一彩

## スタッフ
- 脚本：松田裕子
- 制作：藪内広之
- プロデューサー：中村和宏、岡田浩祥（MBS企画）
- 演出・プロデューサー：川上裕
- 制作協力：MBS企画・東通企画
- 製作著作：毎日放送

## 主題歌
- SHALE APPLE「ひとりぼっちの君へ」

## 放送された系列局
当初は、MBS毎日放送のみで放送されたが、以下の系列局でも放送されている。
- 中部日本放送（現・CBCテレビ）
- RKB毎日放送
- 北海道放送
- テレビユー山形
- 新潟放送
- 山陽放送（現・RSK山陽放送）
- あいテレビ
- テレビ高知
- 琉球放送

## その他
- 同局で生放送されている情報番組『ちちんぷいぷい』に番宣を兼ねて、2007年2月16日の放送に、高畑が出演している。
- また、同年4月30日の10:25 - 11:25に再放送もされている。